# Little Miss Muffet
Little Miss Muffet est une comptine d'origine incertaine en anglais, paru pour la première fois en 1805. Il a un numéro Roud Folk Song Index de 20605. 

## Paroles
En anglais :
Little Miss Muffet
Sat on a tuffet,
Eating her curds and whey;
There came a big spider,
Who sat down beside her
And frightened Miss Muffet away.
En français : 
Petite Miss Muffet, assise sur l'herbe,
mangeait son lait caillé et son petit lait
Est venue une araignée, qui s’assit à côté d’elle, et Miss Muffet,
effrayée, s'est enfuie.